# Physcia pseudospeciosa
Physcia pseudospeciosa är en lavart som beskrevs av J. W. Thomson. Physcia pseudospeciosa ingår i släktet Physcia och familjen Physciaceae.   Inga underarter finns listade i Catalogue of Life.

## Källor

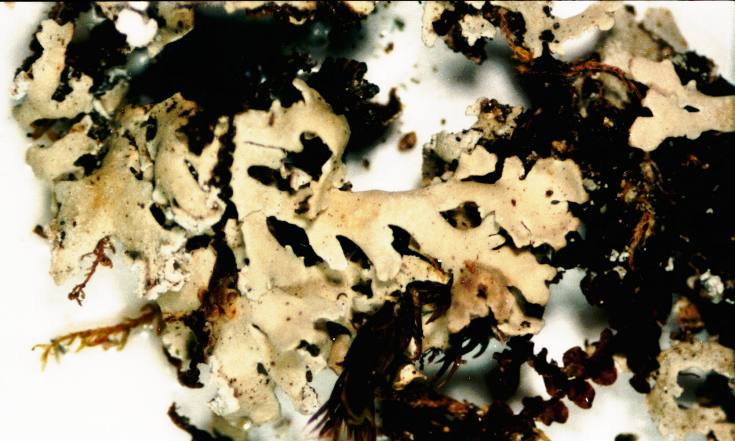
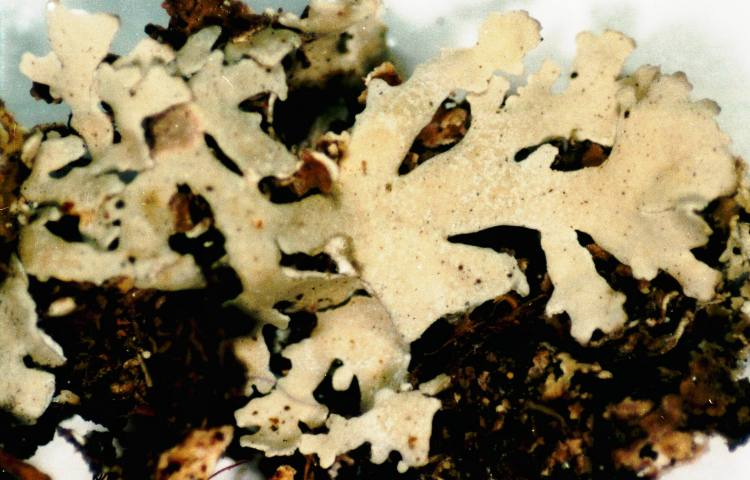
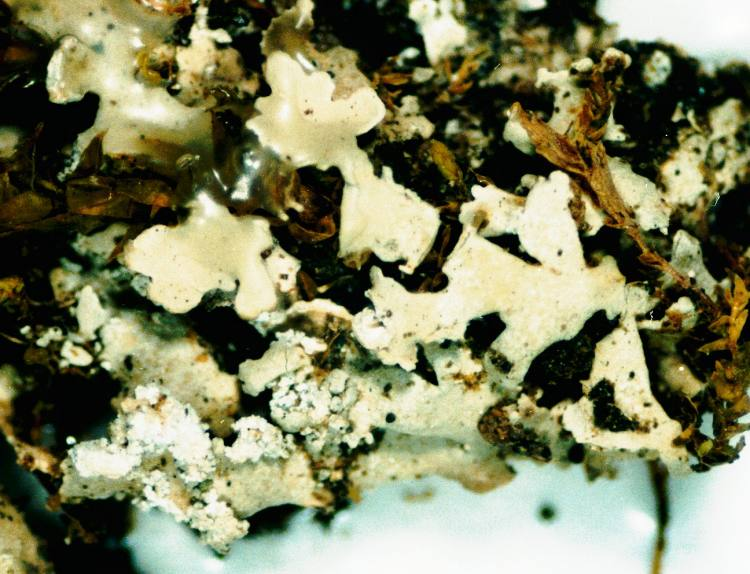